# Boom! Studios
Boom! Studios es una editorial de cómics estadounidense fundada en 2005 por Ross Richie y Andrew Cosby. Con sede en Los Ángeles (California, Estados Unidos), Boom! Studios se ha consolidado como una fuerza importante en la industria del cómic, destacando por su enfoque innovador, diversidad de géneros y compromiso con la calidad artística.

## Historia

### Años 2000: inicios
Ross Richie y Andrew Cosby, provenientes de Hollywood, fundaron Boom! Studios en 2005 debido a su frustración con la industria convencional de cómics. Previo a esto, trabajaron brevemente en 2004 en la revitalización de Atomeka Press. El impulso para crear Boom! Studios surgió durante una colaboración con Keith Giffen, resultando en su primera publicación, Zombie Tales #1, en 2005.
Boom! destacó por su enfoque en series originales de veteranos de la industria, como Giffen, J.M. DeMatteis y Mike Mignola. En 2006, incursionaron en licencias con Warhammer 40,000: Damnation Crusade. En 2007, lanzaron 2 Guns, adaptado posteriormente por Universal Studios.
La Comic-Con 2007 fue testigo de importantes anuncios: la creación del sello Boom Kids! (más tarde KaBoom!) y una asociación con Pixar. Mark Waid se unió como editor en jefe, influyendo en el crecimiento de la editorial y creando éxitos notables como Irredeemable en 2009.
Estos años marcaron el ascenso de Boom! Studios, destacando por su diversidad creativa, incursiones en licencias populares y colaboraciones estratégicas que definieron su trayectoria en la industria del cómic.

### Años 2010: expansión y colaboraciones
En 2010, Matt Gagnon fue promovido a editor en jefe de Boom! Studios. En 2011, Boom! Kids se transformó en KaBoom!, abriendo su enfoque a todas las edades.
A principios de 2013, Boom! lanzó la campaña «#WeAreBoom!», resaltando la importancia de los fanáticos y minoristas en la identidad de la editorial. En junio del mismo año, adquirió Archaia Studios Press, fusionándolo y manteniéndolo como un sello independiente.
En octubre de 2013, la editorial firmó un acuerdo con 20th Century Fox, otorgándole a Fox la preferencia para desarrollar propiedades de Boom! en películas o series. Boom! participaría en los beneficios.
En enero de 2015, lanzó «Push Comics Forward», una campaña para fomentar la inclusión y diversidad en la publicación de cómics.
En junio de 2017, 20th Century Fox adquirió una participación minoritaria en Boom! Studios, valorada en 10 millones de dólares. Tras la adquisición de 21st Century Fox por parte de The Walt Disney Company en marzo de 2019, Disney heredó la participación de Fox en Boom! Studios.

### Años 2020: expansión en medios
En abril de 2020, Boom! Studios cerró un acuerdo televisivo de prioridad con Netflix. Aunque su acuerdo cinematográfico con 20th Century Studios/The Walt Disney Company seguiría activo hasta 2021.
En agosto de 2020, Mark Ambrose, exempleado de Marvel Television, se unió a Boom! Studios como jefe de televisión, señalando un movimiento estratégico hacia la expansión en el medio televisivo.
Boom! Studios anunció en 2023 la adaptación televisiva de su galardonada serie de cómics Something Is Killing The Children, premiada con un Eisner en 2022. Los creadores de Dark, Baran bo Odar y Jantje Friese, liderarán el proyecto.

## Publicaciones de cómics destacadas
Boom! Studios
Originales Boom!
- BRZRKR
- Day Men
- Hit
- Sirens
- The Empty Man
- Six Gun Gorilla
- Irredeemable
- Suicide Risk
- The Woods

Adaptaciones cinematográficas
- El Planeta de los simios
- Big Trouble in Little China
- RoboCop

Adaptaciones de programas de televisión
- Sleepy Hollow
- Sons of Anarchy
- Firefly

kaBoom! (Boom! Kids)
Disney/Pixar
- Los Increíbles
- Toy Story
- Cars
- WALL·E
- Buscando a Nemo
- Monsters, Inc.
- The Muppet Show Comic
- Garfield
- Bravest Warriors
- Bee and PuppyCat
- Chip 'n Dale: Rescue Rangers
- Pato Darkwing

Series con licencias
- Adventure Time
- Ice Age
- Peanuts
- Steven Universe